# Anadimonia
Anadimonia es un género de coleóptero de la familia Chrysomelidae.

## Especies
Las especies de este género son:
- Anadimonia hainana (Gressitt & Kimoto, 1963)
- Anadimonia latifascia (Gressitt & Kimoto, 1963)
- Anadimonia potanini Ogloblin, 1936